# Wennefer (Wesir)
Wennefer war ein altägyptischer Wesir der 20. Dynastie, der unter König (Pharao) Ramses XI. amtierte. Bei dem Wesir handelte es sich um das höchste Staatsamt im Alten Ägypten nach dem König. Wennefer war der Sohn eines Wesirs, wahrscheinlich von Ramses-Monthherhatef. Er ist im Maat-Tempel in Karnak hinter Ramses XI. dargestellt, der der Maat opfert. Hier wird der Vater von Wennefer genannt, dessen Name jedoch nicht vollständig erhalten ist. Wennefer wird vielleicht auch auf einem Papyrus genannt, das in das Jahr 18 des Herrschers datiert. Jedoch könnte es sich hier auch um einen weiteren gleichnamigen Wesir handeln.